# Mercer Island
Mercer Island é uma cidade localizada no estado norte-americano de Washington, no Condado de King.

## Demografia
Segundo o censo norte-americano de 2000, a sua população era de 22.036 habitantes.
Em 2006, foi estimada uma população de 23.463, um aumento de 1427 (6.5%).

## Geografia
De acordo com o United States Census Bureau tem uma área de 33,9 km², dos quais 16,5 km² cobertos por terra e 17,4 km² cobertos por água. Mercer Island localiza-se a aproximadamente 50 m acima do nível do mar.

## Localidades na vizinhança
O diagrama seguinte representa as localidades num raio de 8 km ao redor de Mercer Island.